# Carl Schmidt (kémikus)
Carl Ernst Heinrich Schmidt (Mitau, Kurzeme, 1822. június 13. – Dorpat, 1894. március 11.) balti német orvos és kémikus.

## Életpályája
1838-tól 1841-ig gyógyszerészként tanult Berlinben, majd kémiát és orvostudományt tanult Berlinben és Gießenben. Justus von Liebig tanítványa volt. 
Szentpétervári tartózkodása után a Tartui Egyetemen tanított. A  tanítványai között Wilhelm Ostwald volt.
El tudta elemezni a különféle testnedveket, például a vér és az epe összetételének első részletes elemzését.
1844-ben Schmidt megalkotta a szénhidrát kifejezést.

## Írásai
- Zur vergleichenden Morphologie der wirbellosen Thiere. Eine physiologisch-chemische Untersuchung. Friedrich Vieweg und Sohn, Braunschweig 1845 (Archive)
- Charakteristik der epidemischen Cholera gegenüber verwandten Transsudationsanomalieen. G. A. Reyher, Mitau und Leipzig 1850 (Archive)
- Friedrich Heinrich Bidderrel: Die Verdauungssaefte und der Stoffwechsel: eine physiologische-chemische Untersuchung. G. A. Reyher, Mitau und Leipzig 1852 (Archive)

## Fordítás
- Ez a szócikk részben vagy egészben  a   Carl Ernst Heinrich Schmidt című német Wikipédia-szócikk fordításán alapul.  Az eredeti cikk szerkesztőit annak laptörténete sorolja fel. Ez a jelzés csupán a megfogalmazás eredetét és a szerzői jogokat jelzi, nem szolgál a cikkben szereplő információk forrásmegjelöléseként.